# Ordre du Bon-Temps
L'Ordre de Bon Temps est instauré par Samuel de Champlain durant l'hiver 1606-1607. Son but premier était d'insuffler de la vie et de l'activité dans l'Habitation de Port-Royal. Il s'agissait surtout de faire profiter les hivernants de Port-Royal des plaisirs de la table. Il est considéré comme le premier club social et gastronomique de l'Amérique. Les viandes cuisinées provenaient de la chasse au gibier dans les alentours de Port-Royal, à savoir colvert, oie, perdrix, orignal, caribou, castor, loutre, ours, lapin, chat sauvage et raton laveur. 

## Citations

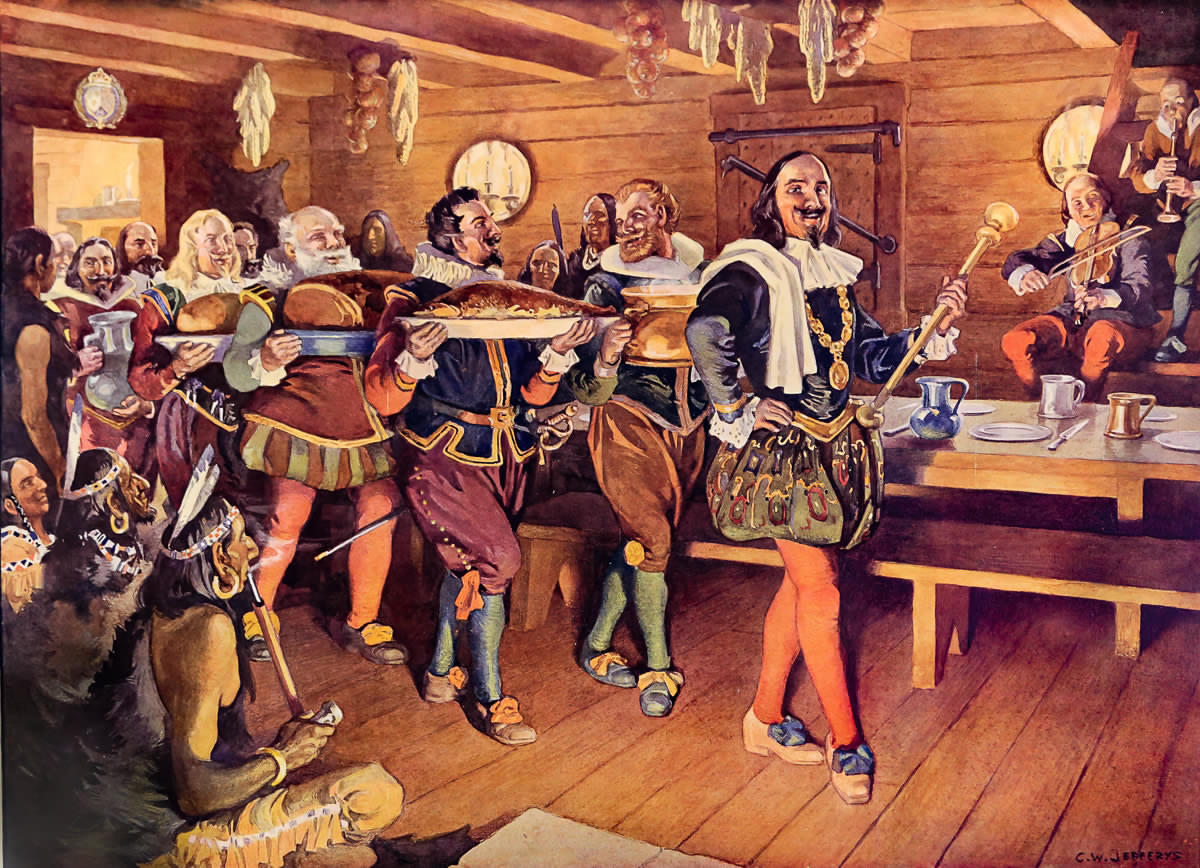
L'Ordre de Bon Temps, 1606, par C. W. Jefferys. Peint en 1925.

- « Nous passâmes cet hiver fort joyeusement, & fîmes bonne chère, par le moyen de l'ordre de bon temps que j'y établis, qu'un chacun trouva utile pour la santé, & plus profitable que toutes sortes de médecines, dont on eut pu user. Cet ordre était une chaîne que nous mettions avec quelques petites cérémonies au col d'un de nos gens, lui donnant la charge pour ce jour d'aller chasser : le lendemain on la baillait à un autre, & ainsi consécutivement : tous lesquels s'efforçaient à l'envi à qui ferait le mieux & apporterait la plus belle chasse : Nous ne nous en trouvâmes pas mal, ni les Sauvages qui étaient avec nous. » Tiré des Voyages [...] de Champlain, 1613[2].

## Chanson
L'Ordre du Bon-Temps est aussi le nom d'une chanson du groupe Grand Dérangement.

## Source
- Histoire du Québec, Jacques Lacoursière.